# Ingo Sick
Ingo Sick (* 1939; † 30. Mai 2021) war ein Schweizer experimenteller Kernphysiker.

## Leben
Sick promovierte 1968 an der Universität Basel. Er war seit 1983 ausserordentlicher Professor für Experimentalphysik in Basel und ab 1993 als Nachfolger von Eugen Baumgartner ordentlicher Professor. 2004 wurde er emeritiert. Er befasste sich vor allem mit Elektronenstreuung an Kernen und Nukleonen. 1987 erhielt er mit Bernard Frois den Tom-W.-Bonner-Preis für Kernphysik. 1988 wurde er Ehrendoktor der Universität Utrecht.

## Schriften
- mit Bernard Frois (Hrsg.): Modern topics in electron scattering. World Scientific, 1991
- mit Donnelly: Elastic magnetic electron scattering from nuclei. In: Reviews of Modern Physics, Band 56, 1984, S. 461–566
- mit Vijay Pandharipande, De Witt Huberts: Independent particle motion and correlations in Fermi systems. In: Reviews of Modern Physics,  1997, S. 981
- Radial wave functions for valence nucleons. In: Comments on nuclear and particle physics, 1980, S. 55
- Elastic electron scattering from light nuclei. 2002, arxiv:nucl-ex/0208009